# ترنرز استیشن (کنتاکی)
ترنرز استیشن، کنتاکی (به انگلیسی: Turners Station, Kentucky) یک منطقهٔ مسکونی در ایالات متحده آمریکا است که در کنتاکی واقع شده‌است.

## خصوصیات
ترنرز استیشن ۲۳۸٫۰۵ متر بالاتر از سطح دریا واقع شده‌است.